# Ocnogyna morisca
Ocnogyna morisca là một loài bướm đêm thuộc phân họ Arctiinae, họ Erebidae.